# Пам'ятник Адамові Міцкевичу (Париж)
Пам'ятник Адаму Міцкевичу в Парижі. Автор — французький скульптор Антуан Бурдель. Макет був створений ще в 1909 році, а сам пам'ятник був закінчений лише в 1928 році (як написано на самому монументі). Відкриття відбулося 28 квітня 1929 року на площі Альма в Парижі всього за кілька місяців до смерті скульптора. Згодом пам'ятник був перенесений у Cours Albert-I (перший округ), у західну його частину на набережну Сени (це місце з березня 2009 року називається «Сад Єреван»), це був подарунок від Польщі Франції.
Шість барельєфів прикрашають основу колони: Конрад Валленрод, Алдона, Хальбан (поема Адама Міцкевича «Конрад Валленрод»), ув'язнені, Мариля (поема «Дзяди») і алегорія «Поділ Речі Посполитої» (Річ Посполита показана в образі трьох дівчат, що символізують три частини, на які вона була розділена Росією, Австрією та Пруссією). У верхній частині колони знаходиться барельєф, присвячений епічній поемі «Гражина». Колона увінчана статуєю Адама Міцкевича

## Галерея

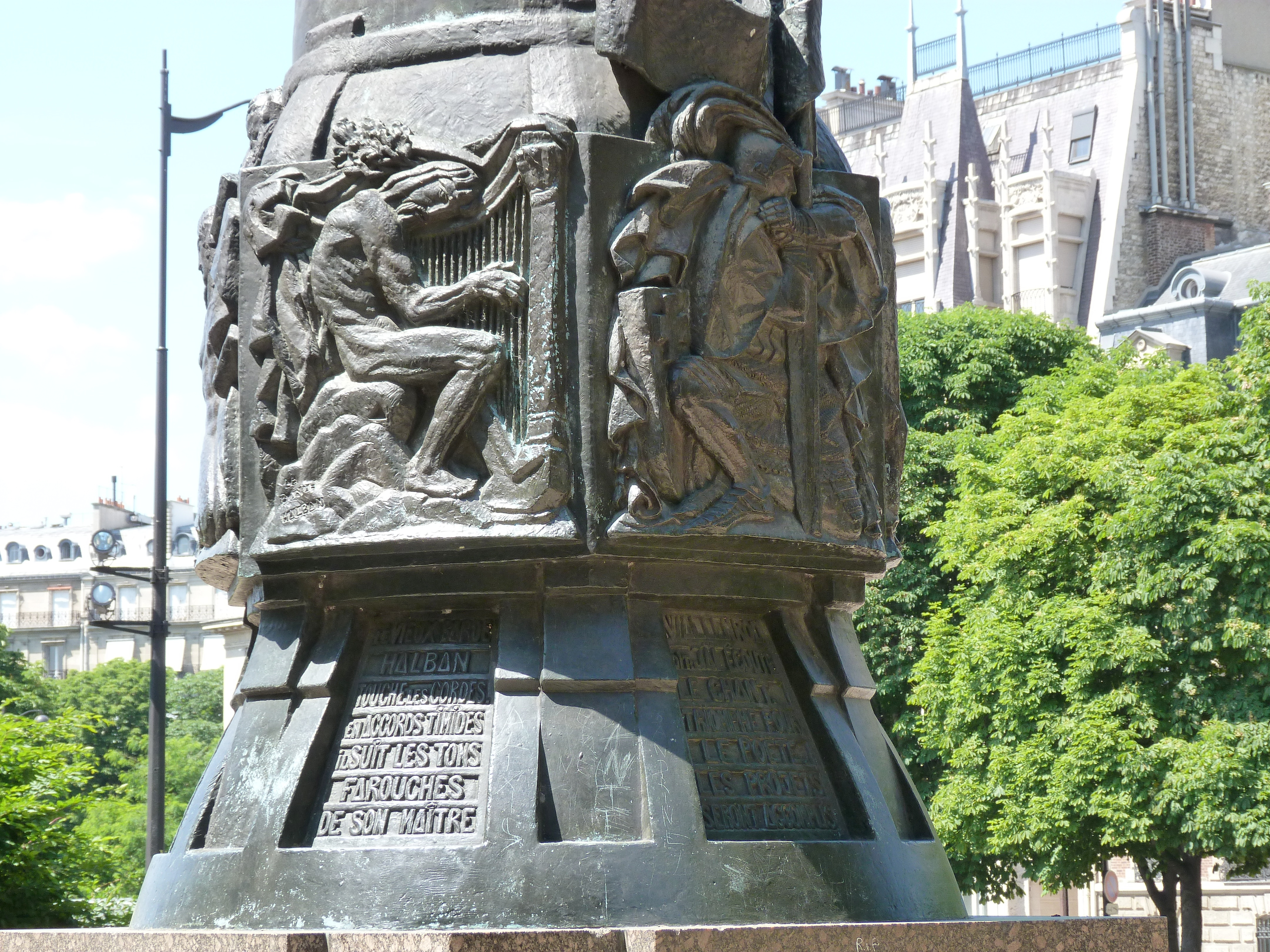
Ліворуч — Хальбан, праворуч — Конрад Валленрод (фрагмент пам'ятника Адаму Міцкевичу в Парижі)
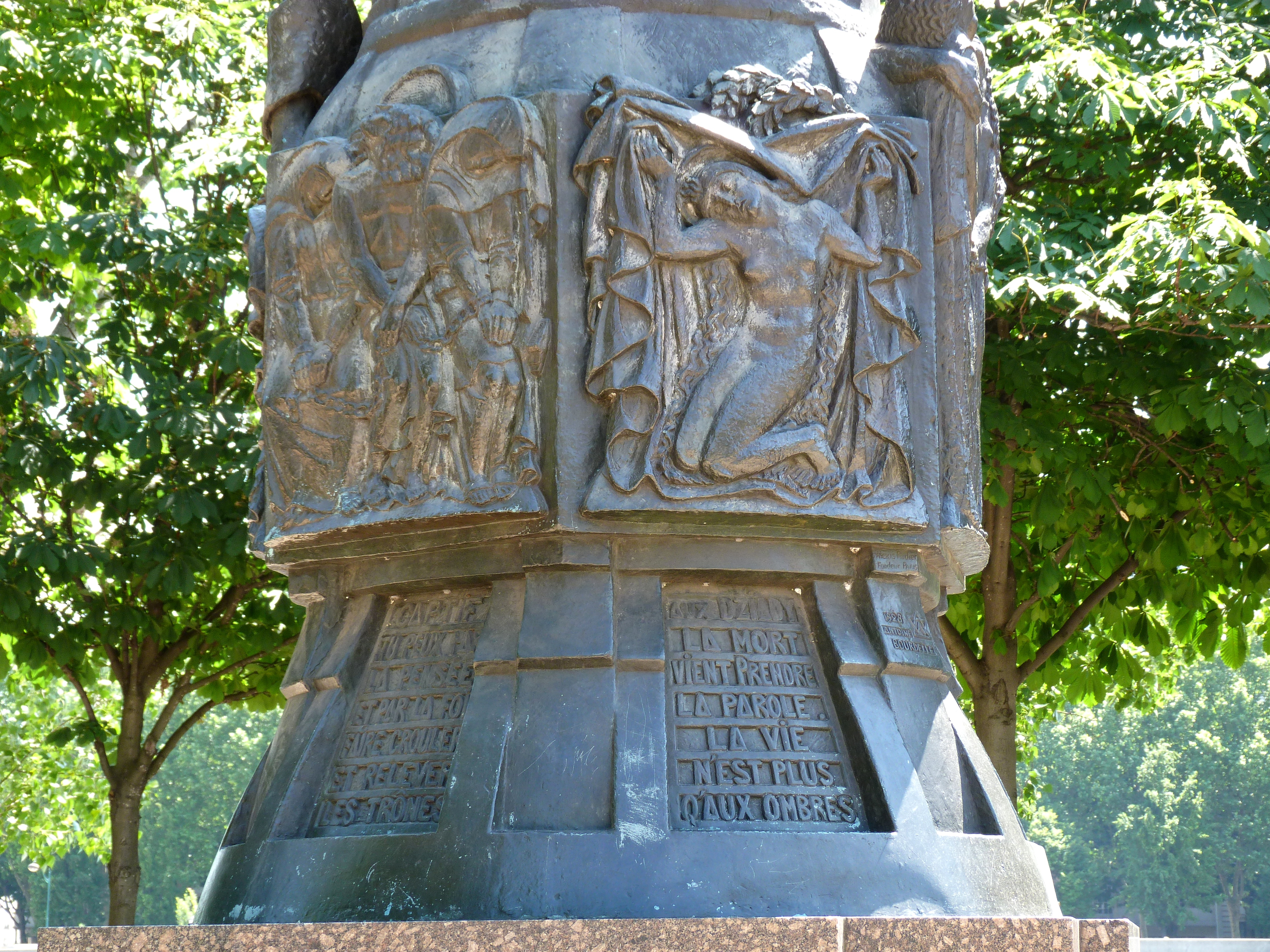
Ліворуч — ув'язнені, праворуч — Мариля (фрагмент пам'ятника Адаму Міцкевичу в Парижі)
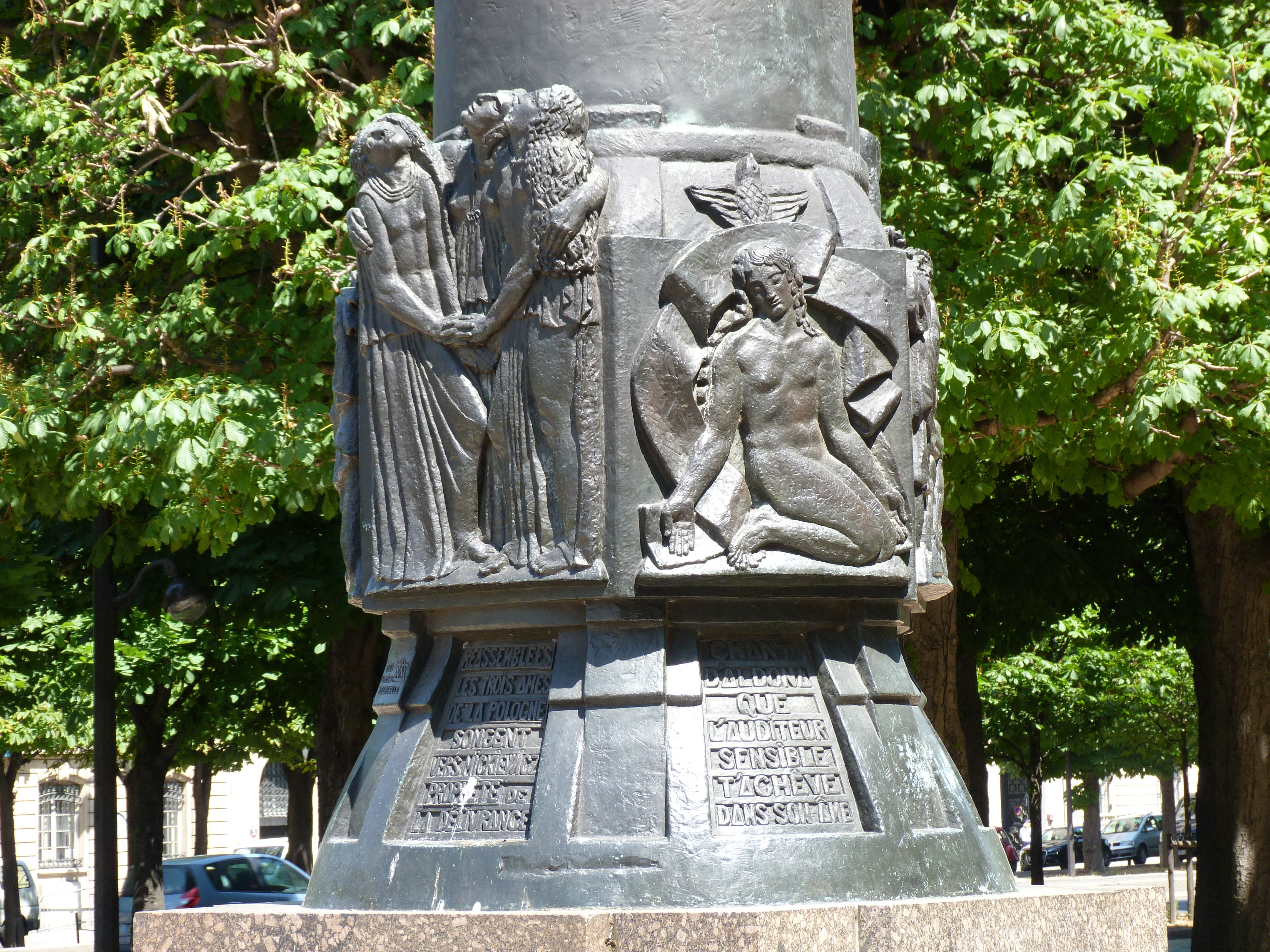
Ліворуч — алегорія «Поділ Речі Посполитої», праворуч — Алдона (фрагмент пам'ятника Адаму Міцкевичу в Парижі)
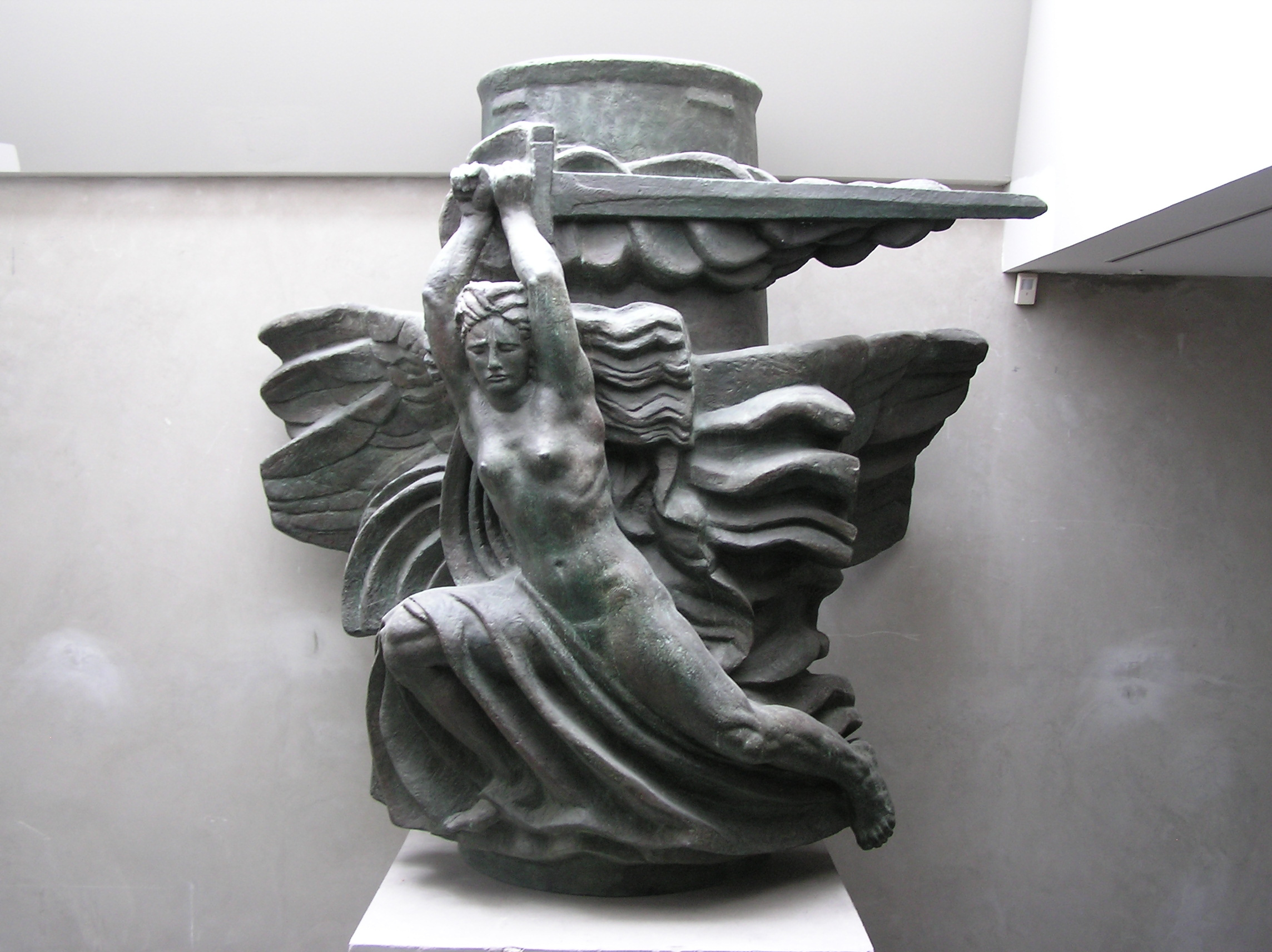
Гражина (фрагмент пам'ятника Адаму Міцкевичу. Музей Бурделя в Парижі)